# Arena Metato
Arena Metato este un sat în San Giuliano Terme din provincia Pisa. Altitudinea medie este de 3 m. Are o populație de 4.032 de locuitori.

## Personalități
- Nazario Pardini (n. 1937), eseist, poet și critic literar